# Edvard Ehrenstéen (1664–1711)
Edvard Ehrenstéen eller Edvard Ehrensten, född 29 januari 1664, död 17 augusti 1711 i Forsby, var en svensk militär.
Edvard Ehrenstéen var son till det kungliga rådet Edvard Ehrenstéen och dennes hustru Catharina Wallenstedt samt bror till lagmannen Carl Ehrenstéen och militären Lars Filip Ehrenstéen. Edvard Ehrenstéen blev tidigt militär och var kapten vid Livgardet. Han deltog i det Stora nordiska kriget och blev skadad i huvudet i Slaget vid Narva. Han dog ogift och barnlös och slöt därmed sin ätt.